# تيليشا شو
'تيليشا شو (ولدت في 4 أكتوبر 1978) ممثلة راقصة، ومغنية أمريكية، اشتهرت كراقصة مع فنانين مثل جانيت جاكسون، كريستينا أغيليرا، غرين دي و كما عرفت بمشاركتها في مسلسل التلفزيونية الدرامي  (بالإنجليزية: Telisha Shaw)‏غلي (2009).

## روابط خارجية
- تيليشا شو على موقع IMDb (الإنجليزية)
- تيليشا شو على موقع ميوزك برينز (الإنجليزية)
- تيليشا شو على موقع قاعدة بيانات الفيلم (الإنجليزية)